# Philippe de La Mothe-Houdancourt
Philippe de La Mothe-Houdancourt (1605 - París, 24 de marzo de 1657) fue un militar francés, duque de Cardona y mariscal de Francia, destacado por su participación durante la sublevación de Cataluña.

## Biografía
Se distinguió en varias batallas en Francia, Países Bajos y el Piamonte, y en particular en los asedios de Chieri y de Turín (1640). En 1641 Richelieu le puso al frente del ejército francés que apoyó a las tropas catalanas durante la sublevación de Cataluña. Ese mismo año puso asedio a Tarragona, aunque fue finalmente derrotado por las tropas españolas. El 28 de marzo de 1642 consiguió una importante victoria en la batalla de Montmeló, lo que le sirvió para ser nombrado mariscal de Francia el 2 de abril, y duque de Cardona en octubre. El 7 de octubre consiguió su victoria más importante en la batalla de Lérida, derrotando a las tropas españolas, comandadas por Diego Mexía Felípez de Guzmán, que habían sitiado la ciudad. Hacia 1644 el conflicto se empezó a decantar hacia los intereses españoles. Ese año las tropas españolas volvieron a sitiar Lérida, pero esta vez La Mothe se vio superado en número y perdió la ciudad. Por esta derrota fue destituido por Mazarino y acusado de traición. Estuvo encerrado en el castillo de Pierre-Encise durante cuatro años, hasta que fue finalmente perdonado por el parlamento de Grenoble en 1648. Volvió a Cataluña para intentar frenar los avances de las tropas españolas. En 1651 participó en la defensa de Barcelona, que finalmente acabó con la conquista de la ciudad por parte de las tropas españolas lideradas por Juan José de Austria. Tras esta derrota, La Mothe perdió el ducado de Cardona, villa que capituló al mismo tiempo que Barcelona. En 1652 renunció al virreinato de Cataluña y regresó a París.